# 여수문수중학교
여수문수중학교(麗水文水中學校)는 대한민국 전라남도 여수시 문수동에 있는 공립 중학교이다.

## 학교 연혁
- 1993년 2월 3일 : 여수문수중학교 30학급 인가
- 1993년 3월 1일 : 초대 강환주 교장 부임
- 1993년 3월 10일 : 개교
- 2024년 3월 1일 : 제13대 김옥희 교장 부임
- 2025년 1월 9일 : 제30회 178명 졸업(졸업생수 총 8,102명)
- 2025년 3월 4일 : 신입생 173명 입학

## 참고 자료
- 여수문수중학교 - 한국교육학술정보원 학교알리미